# Quintana Roo
Quintana Roo é um dos 31 Estados do México, localizado no extremo sudeste do país, no nordeste da península de Iucatã, fazendo limite com os estados mexicanos de Campeche e Iucatã, norte a sul do Golfo do México e o Río Hondo definem sua fronteira com Belize e algumas pedras colocadas sobre a serra (Los Mojoneras) demarcam sua fronteira com a Guatemala. Sua principal fonte de renda é o turismo. As praias do leste do país são banhadas pelas águas do Mar do Caribe, razão pela qual esse estado é conhecido mundialmente como "Caribe mexicano". Suas localidades mais populosas são Cancún, Chetumal, Playa del Carmen, Escárcega e Cozumel, também a famosa Isla Mujeres.
O Estado juntamente com a Baja California Sur são as entidade federativas mais jovem do país,  e desde 1997 mantém uma disputa de fronteira com os estados de Yucatán, Campeche, e fronteira com a Guatemala por uma área de aproximadamente de 10.200 km ².
A população estadual está se expandindo a um ritmo acelerado devido à construção de hotéis e a procura de trabalhadores. Muitos migrantes vêm dos estados de Yucatán, Campeche, Tabasco e Veracruz. O estado é frequentemente atingido por furacões devido à sua localização, o mais recente e grave sendo o furacão Dean em 2007, com ventos sustentados de 280 km/h e com rajadas até 320 km/h.

## Origem do nome
O nome do estado é uma homenagem a Andrés Quintana Roo (1787–1851), político, escritor, poeta e jornalista, nascido em Mérida e faleceu na Cidade do México. Foi deputado insurgente e um dos firmadores da Ata de Independência do México. Foi casado com Leona Vicario, umas das mulheres que se destacaram durante a Guerra da Independência do México .

## Brasão
Segundo o artígo 6º da Lei sobre as características e uso de escudo do Estado de Quintana Roo:
As cores do escudo, representam os pontos cardeais para a cultura maia: o vermelho representava o leste; o amarelo representava o sul; o branco o norte; e o preto o oeste. Além disso, a cor verde era considerada sagrada para os maias.

## História

### Período pré-hispânico

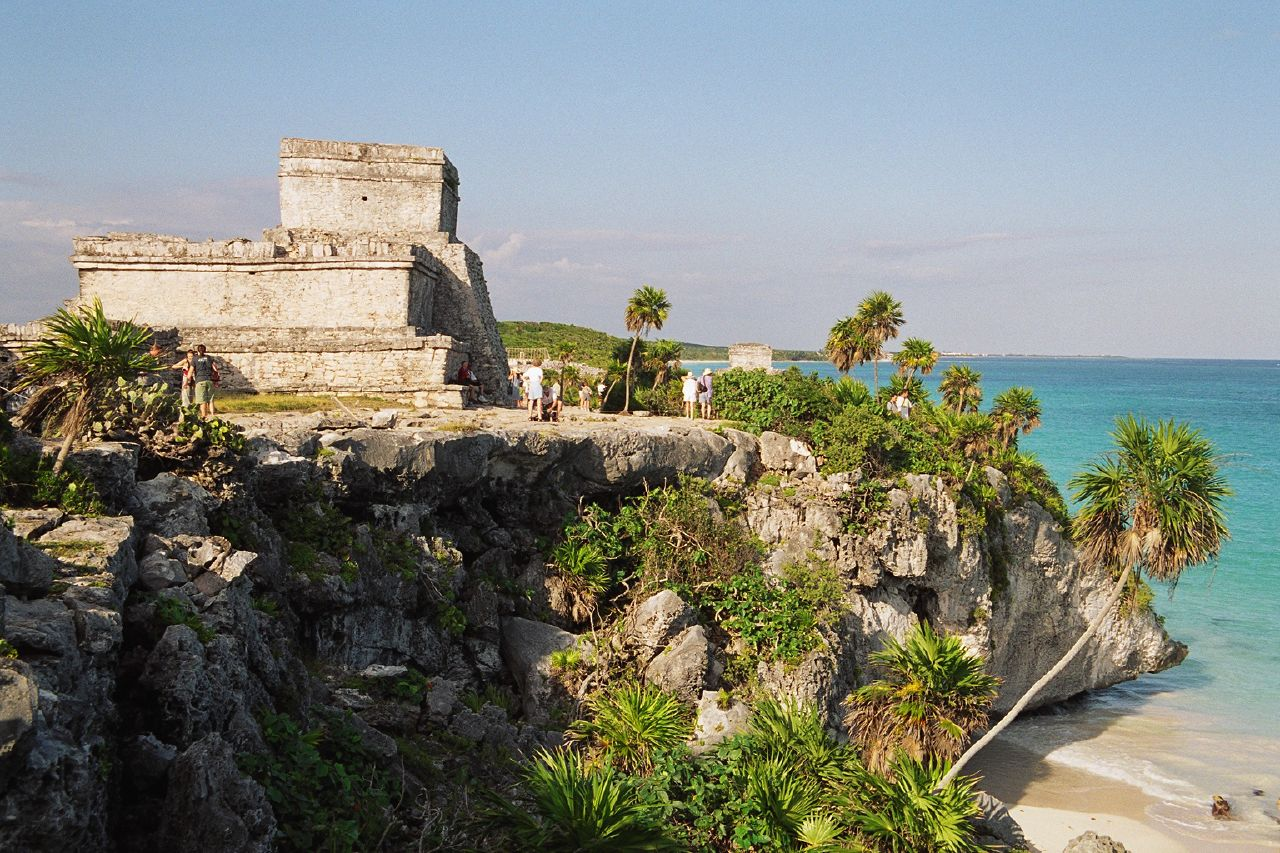
Ruinas de Tulum.

A partir do sul do Império Itzá entre 415-435 a.C os maias, fundaram o que é agora é Bacalar, com o nome de Sian Ka'an Bakhalal que significa porta do céu e lugar de juncos. Eles permaneceram lá cerca de 60 anos, fazendo inúmeras viagens e praticando agricultura itinerante, no ano de 495 saíram de Bacalar. Posteriormente fundam Tulum e Ichpatún (perto de Chetumal), onde existem características semelhantes.
Se diz que Kukulkan fundou a Liga de Mayapán incluindo: Uxmal, Chichén Itzá, Mayapán, Itzamal, Tulum, etc. Esta espécie de confederação dura entre 1185-987 a.C. A partir daí, se dá uma série de lutas internas até cerca de 1.461, em Quintana Roo se encontravam parte de: Chahuác, Tazes e Cupules que integrava Ekab, estão na região norte. No centro e sul estavam parte de Cochuah, de Chetumal e Chactemal, até os limites de Petén Itzá. Estas condições políticas e administrativas bastante difíceis, os espanhóis descobriram e mais tarde conquistam a região.
Outros importantes sítios arqueológicos maias de Quiantana Roo entre os que se destacam: Chacchobén, Chakanbakán, Chamax, Cobá, Dzibanché, Ichpaatán, Kohunlich, Muyil, Oxtankah, Tankah, Tupak, Xel-Há e Xcaret.

### Período colonial
O início da mestiçagem na América foi ao longo da costa de Quintana Roo, quando um náufrago espanhol chamado Gonzalo Guerrero, foi resgatado por índios maias e mais tarde casou com a princesa de nome Zazil, filha do chefe de Chactemal.
Durante o tempo da Conquista Espanhola, os principais grupos indígenas se mudaram para locais inacessíveis na área de selva, mantendo a sua independência, por isso a conquista armada dos Maias nunca foi consolidada. O domínio parcial foi conseguido através da religião, que se fundiu com práticas indígenas ritos católicos, resultando em um sincretismo religioso que ainda sobrevive.
O primeiro assentamento espanhol na área dos maias foi fundada por Francisco de Montejo em Xel-Há e, juntamente com a cidade de San Felipe Bacalar, foram os grandes centros urbanos durante o período colonial. A conquista não foi fácil devido às condições naturais e da resistência violenta por parte dos maias.

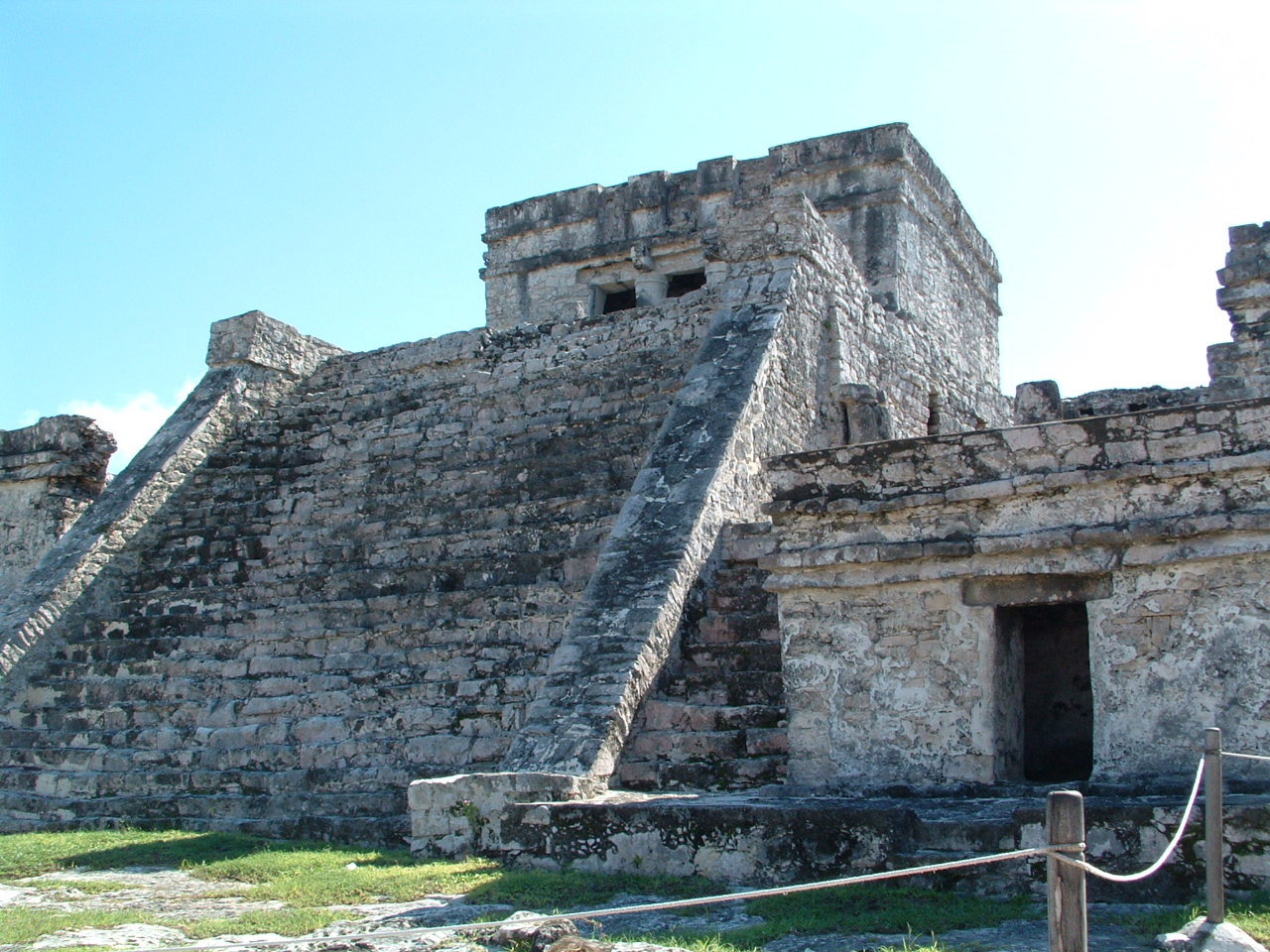
O principal edifício de Tulum, conhecido como "El Castillo".

Até que em 1545 Bakhalal cai nas mãos dos espanhóis, e fundaram a Villa de Salamanca de Bacalar. Para 1639, os nativos da província estavam em rebelião aberta, Chetumal e Bacalar só permaneceram sob domínio dos espanhóis, mas com os ataques de piratas, essa população tornou-se virtualmente desaparecida. Até o século XVIII a região é reconstruída totalmente e é fortificada para defender as pessoas de vários ataques, especialmente contra os piratas e os cortadores de Campeche.
Tepich e Tihosuco foram o berço do movimento social que começou em 1847, e é conhecida como a Guerra das Castas de Yucatán, liderada por Jacinto Pat e Chi Cecilio e por cinco décadas foi subtraído do domínio da República Mexicana.
Yucatán se encontrava bastante fraca, tinha perdido Campeche em 1857, mas teve algum crescimento econômico devido a outras atividades, e até 1895 ocorreram algumas ações militares na região para tentar estabelecer uma ocupação militar que contivesse esta guerra.
Em 1893, o México assinou o tratado com limites definidos com a Grã-Bretanha, assim Quintana Roo surgiu como uma região estratégica para então presidente Porfírio Díaz.
Com este tratado começou o processo de controle da fronteira ao longo do Río Hondo, onde os maias foram abastecidos com armas e permitiram a saída de grandes quantidades de cedro e mogno.
Esse controle não foi alcançado até 1898, comandada pelo Capitão Othon Blanco Pompeu, que em 5 de maio daquele ano, fundou a cidade de Payo Obispo, hoje Chetumal a capital do estado. Para 19 de dezembro foi declarado oficialmente a campanha contra os maias.
Depois de várias tentativas, em 1901 alcançaram Chan Santa Cruz. No entanto, o presidente Díaz envia para a Câmara dos Deputados o projeto de lei para a criação do território de Quintana Roo, o que para Yucatán, significava perder uma área de mais de 50 mil quilômetros quadrados.
Apesar dos protestos de vários setores, e da população de Yucatán, em 24 de novembro de 1902 Quintana Roo foi erguido território federal por decreto presidencial.
Na edição de fevereiro de 1904 da Lei de Organização Política e Municipal do Território de Quintana Roo, se estabeleceram limites dos poderes dos chefes político, os prefeitos e comissários e câmaras municipais e tribunais.

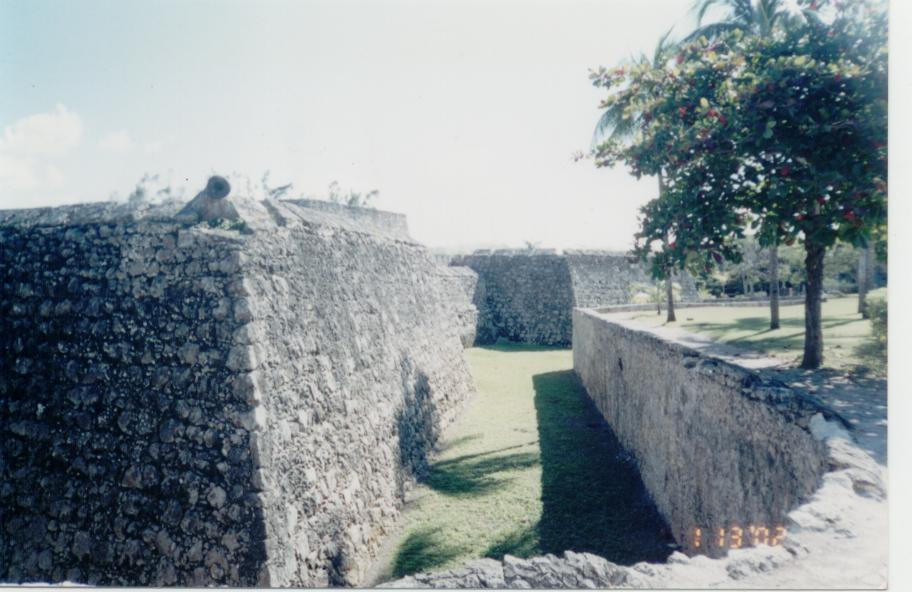
Forte de San Felipe de Bacalar.

Desde 1905 Quintana Roo foi explorado em várias concessões concedidas por Porfírio Díaz, em goma, madeira e pesca, e tinha uma franquia para as importações que não estimulam a produção local. Embora oficialmente os índios haviam sido submetidos, eles continuaram uma espécie de guerra de guerrilha que fazia parte do processo da Revolução Mexicana.
Em um decreto publicado em dezembro de 1913, o então presidente Venustiano Carranza decreta Quintana Roo novamente como parte de Yucatán.
Para 1915 o enviado Geral Garcilaso, conheceu uma série de dificuldades, então Carranza cancelado as 10 concessões, enquanto a entrada de bens já tinha sido revogada em junho de 1912.
Em maio de 1918 o general Francisco I. Madero, que comandou a central maia (que foram os rebeldes) se reuniram com o então governador, um ano mais tarde  ele se encontrou com Carranza que permitiu Madero como genuíno constitucionalista general do Exército.
Por muito tiempo Quintana Roo foi considerado lugar de castigo político, inclusive por ordem do presidente Pascual Ortiz Rubio, em 1931, foi dividido entre Yucatán e Campeche. Até que em 1935, na sequência de um pedido que ele fez, seus membros de campanha do Comitê de Planejamento, o general Lázaro Cárdenas novamente proclama como território nacional.
Em 1955 houve um furacão chamado Janet que destruiu quase totalmente para a capital do estado, obrigando a sua reconstrução, foi feita através dos esforços de todos os seus habitantes e permitiu dotar a cidade com uma modernização.
O Sr. Javier Rojo Gomez foi nomeado governador em 1967, onde trabalhou com particular entusiasmo, apoiando o desenvolvimento da região e ações para a conversão para estado.
Em 8 de outubro de 1974 o governo federal decretou a criação do Estado livre e soberano de Quintana Roo, em 10 de novembro o Primeiro Congresso Constitucional decide, em janeiro de 1975 promulgou a Constituição do Estado é composto por sete municípios: Othón P. Blanco, Felipe Carillo Puerto, José María Morelos, Cozumel, Isla Mujeres, Lázaro Cárdenas e Benito Juárez.
Em 2 de março do mesmo ano, convoca eleições para Governador e do 5 de abril Jesus Martinez Mr. Ross foi empossado para assumir o cargo.

## Geografia

### Geologia
Quintana Roo tem uma região formada grandes planícies, e pequenas encostas e elevações para o leste. O solo predominantemente calcário e permeável, permitindo a infiltração da água de chuva para as camadas internas de sistemas aquíferos subterrâneos, formando assim os depósitos acima referidos, córregos subterrâneos que fornecem água para as cidades menores por meio de poços. Os cenotes são corpos d'água que afloram à superfície da crosta terrestre, sua origem reside na erosão hídrica das cavernas, fazendo cair e entrar em colapso causando estes afloramentos de água. Como dissemos Quintana Roo é uma planície composta por rochas marinhas do Mioceno e Pleistoceno, exceto para as rochas das montanhas cor vermelho brilhante.

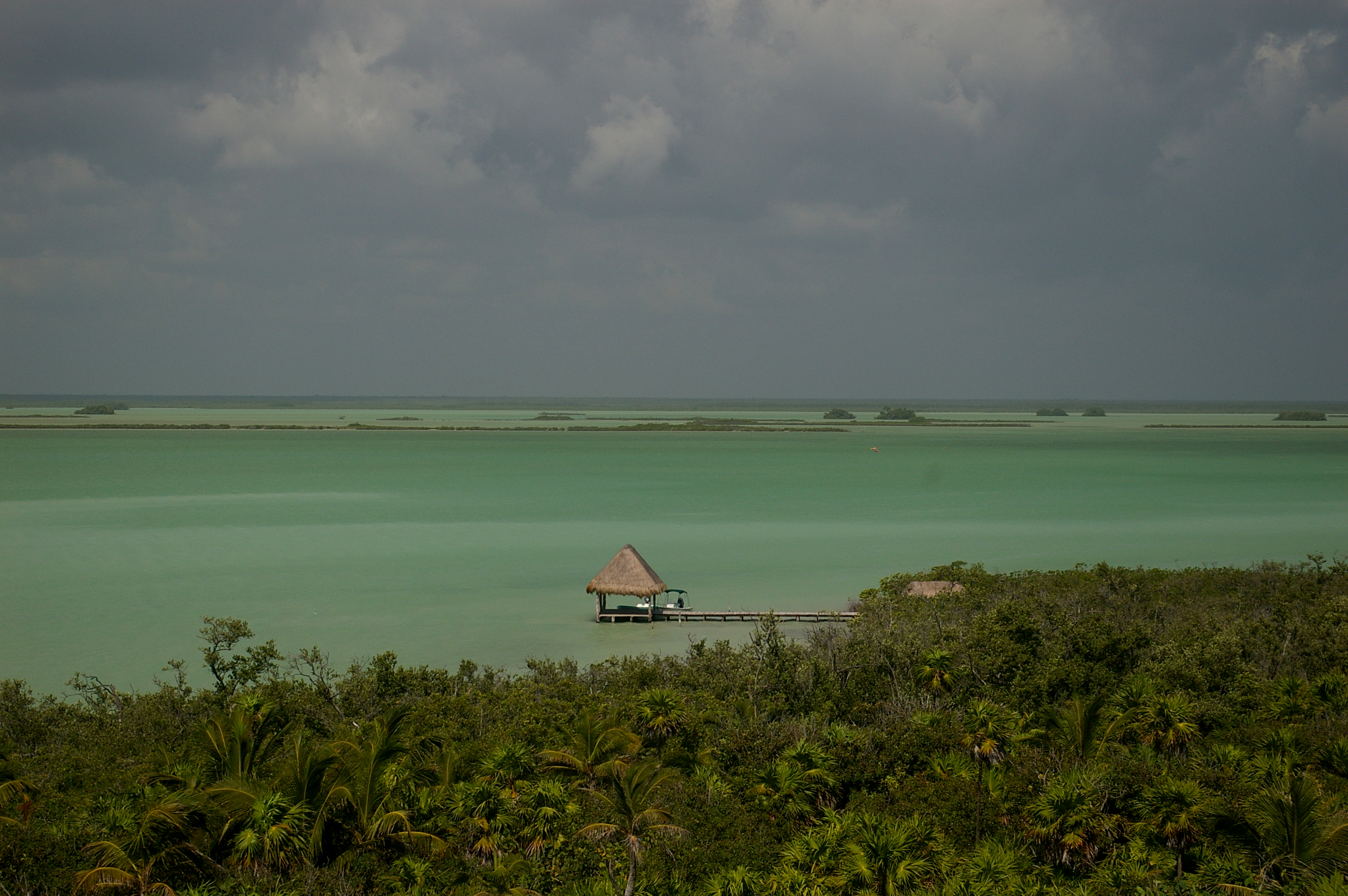
Reserva da Biosfera em Sian Ka'an.

O tipo de solo é tsek' encontrado nas encostas drenados e áreas elevadas, onde a água favorece a presença de nutrientes em sua composição. O solo k'ankab se encontra nos sopés das montanhas e os produtos se acumulam das intempéries e de drenagem dificultada, causando clusters de argila. Os akalches são áreas localizadas nas partes mais baixas (guache e folhas com pouca drenagem ou nenhuma).
As florestas cobre a maior parte do estado, existem exceções e áreas desmatadas habitadas pelo homem. Nas costas e nas planícies que cercam regiões onde há água da chuva acumulada formando pequenas lagoas. Estas áreas são desabitadas, devido a problemas de saúde, pragas como mosquitos, entre outros fatores causados pela água estagnada.

### Topografia
A topografia é limitada, Quintana Roo não tem montanhas. Há apenas um ligeiro declínio de oeste para leste, ou seja, em direção ao Mar do Caribe. Apesar disso, há uma impressão de ser uma área plana especialmente nas adjacências com o estado vizinho de Yucatán. La Sierra Baja chamada Puuc pelos maias chega a apenas 60 mª, mas sobe Maxcanu para o oeste, e La Sierra corre paralela à costa para perto de Champotón, se volta para o nordeste, em toda a região Los Chenes, entra em Quintana Roo, vai para o sul e une as montanhas da Guatemala e Chiapas. Seu alcance no sopé ocidental da Laguna de Bacalar e nas margens do Río Hondo. A altura média não passa de 10 m ao nivel do mar (msnm). As suas principais elevações são as serras: Charro (230 msnm), Gavilán (210 msnm), Nuevo Becar (180 msnm) e El Pavo (120 msnm).

### Hidrografia
Não há córregos devido à permeabilidade do solo, que provoca buracos e rios subterrâneos. Encontramos o Río Hondo ao sul do estado também é uma fronteira natural com Belize, que consiste basicamente em uma fenda profunda que une dois planos inclinados e circular por água.
Outro corpo de água é importante é o Rio Azul tem 136 milhas de fluxo navegável e também é como uma fronteira natural ao sul do estado, que faz fronteira com Guatemala e Belize, em Quintana Roo, surge Guatemala através das montanhas, de desaguar na Baía Chetumal, perto da capital do estado, onde forma um canal de 2,5 m de profundidade, usada por navios que atravessam Belize.  Durante a estação das chuvas aumenta a sua extensão o tornando navegável para o transporte de madeira.
O Rio Azul está localizado no sudoeste de Chetumal. Outros rios importantes são: o Jass, ao norte de Calderitas, o Turbio, a leste de Chiquila e sul da Ilha Holbox, rio Indio ao sul da Bahia del Espiritu Santo, e Kik, a nordeste de Calderitas.
Há também lagos e riachos incontáveis, águas subterrâneas, de superfície e que tem alto desempenho. Às vezes, naturalmente emergem à superfície e são chamados de lavagens, e têm usos agrícolas e pecuários. Outras vezes são como rocha que são abertos poços ou simplesmente se escondendo em cavernas são chamadas cenotes. Finalmente, existem alguns riachos, afluentes do Río Hondo ou drenam para a Laguna de Bacalar perto de Chetumal.

### Clima
O clima é tropical, com chuvas de verão, exceto no sudoeste e sudeste, onde as temperaturas predominantemente tropicais, com chuvas periódicas inverno seco nas regiões do norte. Em suma, o clima na maioria das regiões central e oriental, é tropical, com poucas chuvas no outono. O oeste também é tropical, com chuvas fortes no verão. O norte, o clima é de savana com chuvas periódicas e inverno seco. A temperatura média anual no estado é de 26 °C. A estação seca compreende de fevereiro a maio e a estação chuvosa, de maio a outubro, embora muitas vezes dura até janeiro, como forte rajadas de vento no norte. Por ser muito quente o estado tem uma precipitação total anual, superior a 1.225 mm de chuva.
| Dados climatológicos para Quintana Roo | Dados climatológicos para Quintana Roo | Dados climatológicos para Quintana Roo | Dados climatológicos para Quintana Roo | Dados climatológicos para Quintana Roo | Dados climatológicos para Quintana Roo | Dados climatológicos para Quintana Roo | Dados climatológicos para Quintana Roo | Dados climatológicos para Quintana Roo | Dados climatológicos para Quintana Roo | Dados climatológicos para Quintana Roo | Dados climatológicos para Quintana Roo | Dados climatológicos para Quintana Roo | Dados climatológicos para Quintana Roo |
| Mês                                    | Jan                                    | Fev                                    | Mar                                    | Abr                                    | Mai                                    | Jun                                    | Jul                                    | Ago                                    | Set                                    | Out                                    | Nov                                    | Dez                                    | Ano                                    |
| -------------------------------------- | -------------------------------------- | -------------------------------------- | -------------------------------------- | -------------------------------------- | -------------------------------------- | -------------------------------------- | -------------------------------------- | -------------------------------------- | -------------------------------------- | -------------------------------------- | -------------------------------------- | -------------------------------------- | -------------------------------------- |
| Temperatura máxima média (°C)          | 28                                     | 29                                     | 31                                     | 32                                     | 33                                     | 32                                     | 32                                     | 33                                     | 32                                     | 31                                     | 30                                     | 29                                     | 26                                     |
| Temperatura mínima média (°C)          | 17                                     | 17                                     | 18                                     | 19                                     | 21                                     | 22                                     | 21                                     | 21                                     | 21                                     | 20                                     | 19                                     | 17                                     | 19                                     |
| Precipitação (mm)                      | 60                                     | 41                                     | 35                                     | 44                                     | 101                                    | 169                                    | 141                                    | 147                                    | 198                                    | 165                                    | 88                                     | 64                                     | 1 225                                  |
| Fonte: 12/07/2012                      |                                        |                                        |                                        |                                        |                                        |                                        |                                        |                                        |                                        |                                        |                                        |                                        |                                        |

## Ecosisstema

### Flora e fauna

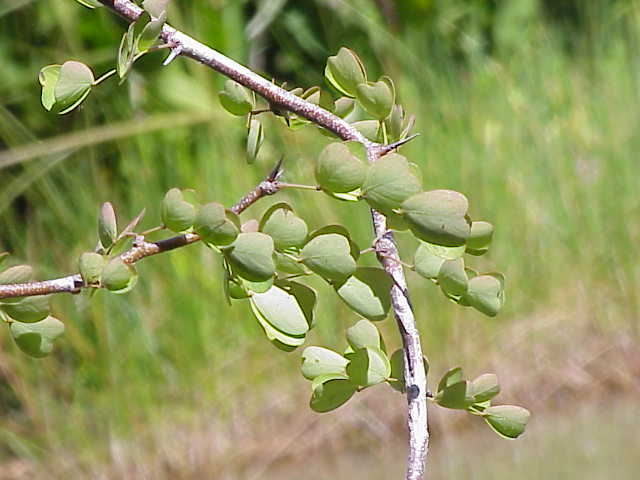
Haematoxylon campechianum é uma planta típica da região, popularmente chamada de campeche, ou pau de campeche.

Há diversos ecossistemas em Quintana Roo, florestas tropicais, selva, savana e manguezais e recifes de coral. Um dos subprodutos tradicionais e de grande escala para a  agricultura é a criação de habitats adicionais, tais como florestas e campos por conta do crescimento do desmatamento e pastagens. O turismo causou certo desmatamento em Quintana Roo, para se tornar famoso em todo o mundo nos últimos trinta anos por conta suas praias e litoral.
A vegetação varia de acordo com o clima, a floresta de várzea alta. A riqueza da floresta é uma fonte de renda do estado, como a entidade produz madeiras de alta qualidade como o mogno, cedro vermelho, primavera, pau-rosa e carvalho, essas espécies constituem dois terços da área florestal de estado. Outras espécies menores são: acácia ébano, e huanacaxtle. Das espécies importantes não madeireiras, a mais importante é a árvore sapoti, que é removido para tornar a goma-resina, que é exportado em sua totalidade.
Especialistas biológicos consideraram a costa de Quintana Roo, um dos melhores locais e habitats para o peixe-boi em todo o mundo. As conchas rainha, tartarugas marinhas também são conhecidas por ter sua população reduzida, devido ocupação do território costeiro. A grande variedade de organismos bióticos, como estes diminuíram drasticamente nos últimos quinze anos anos.
As aves também são afetada pela perda de habitat devido à agricultura e desenvolvimento, as aves são muito comuns e ativas da região e tem as mais variadas origens. Centenas de espécies residem em Quintana Roo permanentemente, outras centenas passam por lá como uma escala na longa jornada rumo a América do Sul.Como resultado, muitos observadores vêm para a área anualmente em busca do raro e inesperado.

## Economia
O estado contribui com 1.34% do (PIB) Produto Interno Bruto Nacional, ocupando o 24º lugar na classificação nacional.
Suas principais atividades estão relacionadas em primeiro lugar o Setor terciário que corresponde a prestação de serviços e comércio, repercute em 85.54 % do PIB estatal, seguido pelas atividades do Setor secundário que corresponde a indústria, e com  13.78% do PIB estatal em último lugar as atividades do Setor primário que corresponde a agricultura com 0.78%.

### Turismo

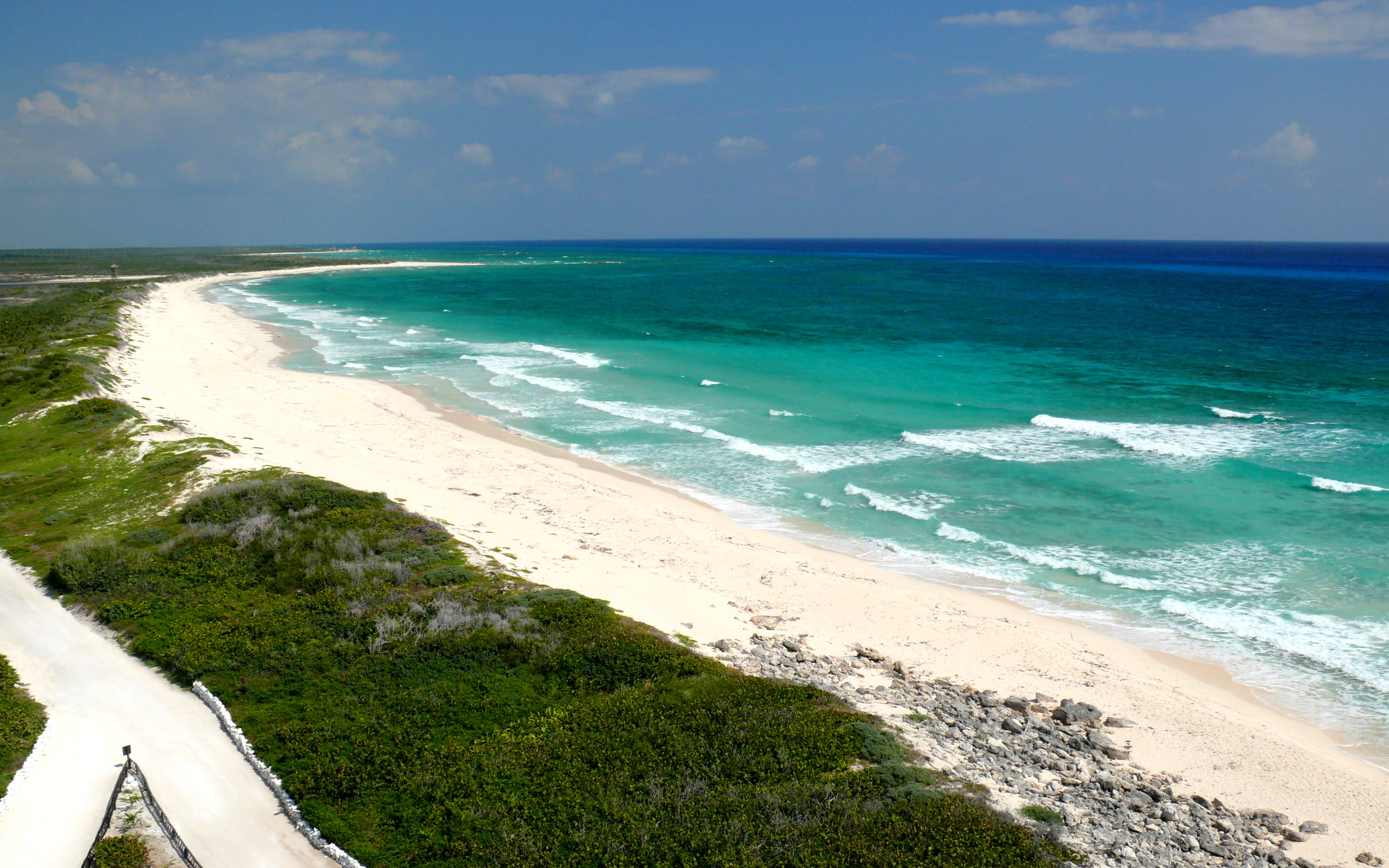
Praia na ponta sul de Cozumel.

É o estado mais importante nesse setor, sua participação no PIB do turismo nacional é de 11,3%. A instituição participa em mais de um terço das divisas do turismo no país. O benefício econômico em 1997 foi de cerca de 2.707 milhões de dólares.

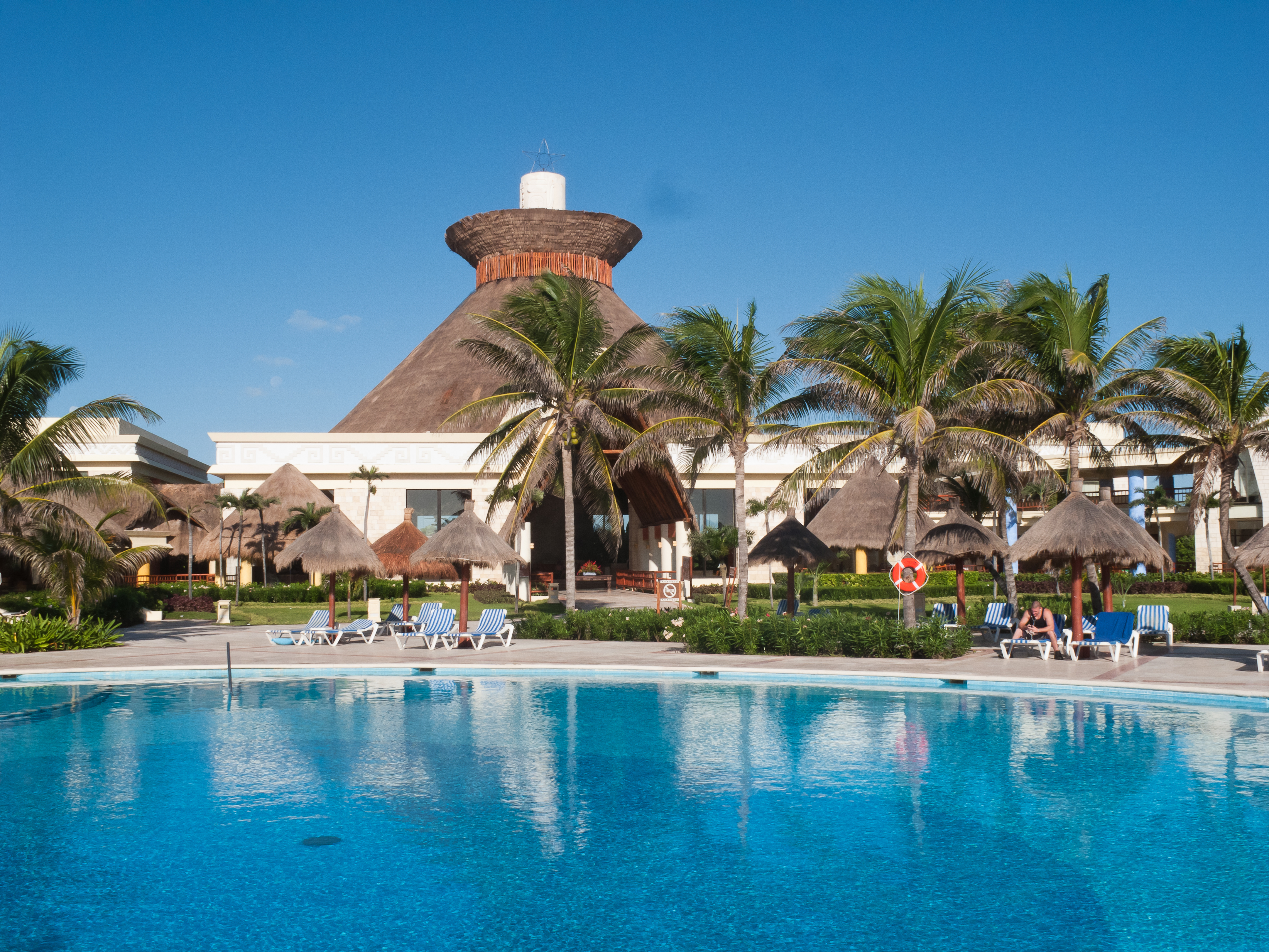
Hotel Bahía Príncipe Tulum, próximo a Chacumal.

O fluxo de turistas para o ano foi de 5,5 milhões de turistas, incluindo visitantes de Belize e passageiros de cruzeiros. Em média 81% dos turistas são estrangeiros, oprincipal meio de transporte dos turistas é o por vôos fretados, com destino a Cancún e Cozumel, importante também é a chegada de navios de cruzeiros internacionais que chegam em Cozumel, Playa del Carmen e Cancún, finalmente por terra que eles os visitantes chegam por Chetumal ou Belize.
Turismo no estado tem o seu auge com a construção hoteleira no início na década de 70 em Cancún, o primeiro resort planejado no país. Com o sucesso de Cancún em todo o mundo, resorts foram desenvolvidos, em Cozumel, Isla Mujeres, Playa del Carmen e do trecho da costa de Cancún a Tulum, conhecida como a Riviera Maya. No sul do estado está em fase de desenvolvimento do turismo da costa do Caribe, conhecida como a Costa Maya.

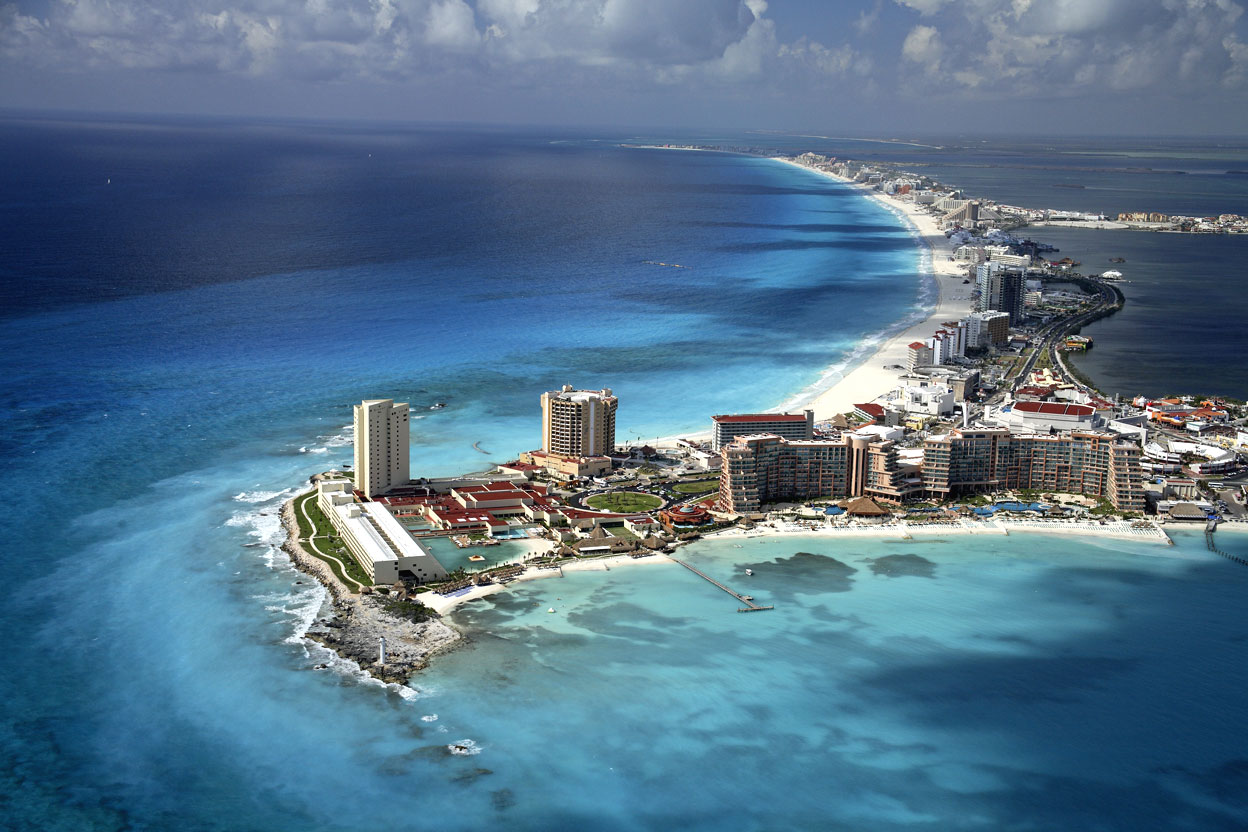
Vista áerea de Cancún.

A importância turística do estado é baseada em uma série de recursos naturais e atrações que distinguem a nível nacional e global. Primeiro, há na costa praias com uma textura e cor da areia águas cristalinas excepcionalmente claras e temperatura agradável, confortável durante todo o ano e com pouco perigo à vida marinha, o clima é quente o ano todo, com alguma brisa no inverno, o mar tem uma barreira de coral e recifes de extraordinárias paisagens subaquáticas, em grande parte de seu litoral e importantes vestígios da civilização maia e os tempos coloniais.
A infraestrutura hoteleira até 1997 foi era 404 hotéis com 32.563 quartos principalmente cinco estrelas, que geralmente têm a maior taxa de ocupação no país. Existem 661 estabelecimentos de alimentos e bebidas na categoria de turismo, como restaurantes, bares, boates, e etc.  Outros serviços turísticos são 241 agências de viagens, 56 empresas de aluguel de automóveis e 31 marinas.

### Agricultura

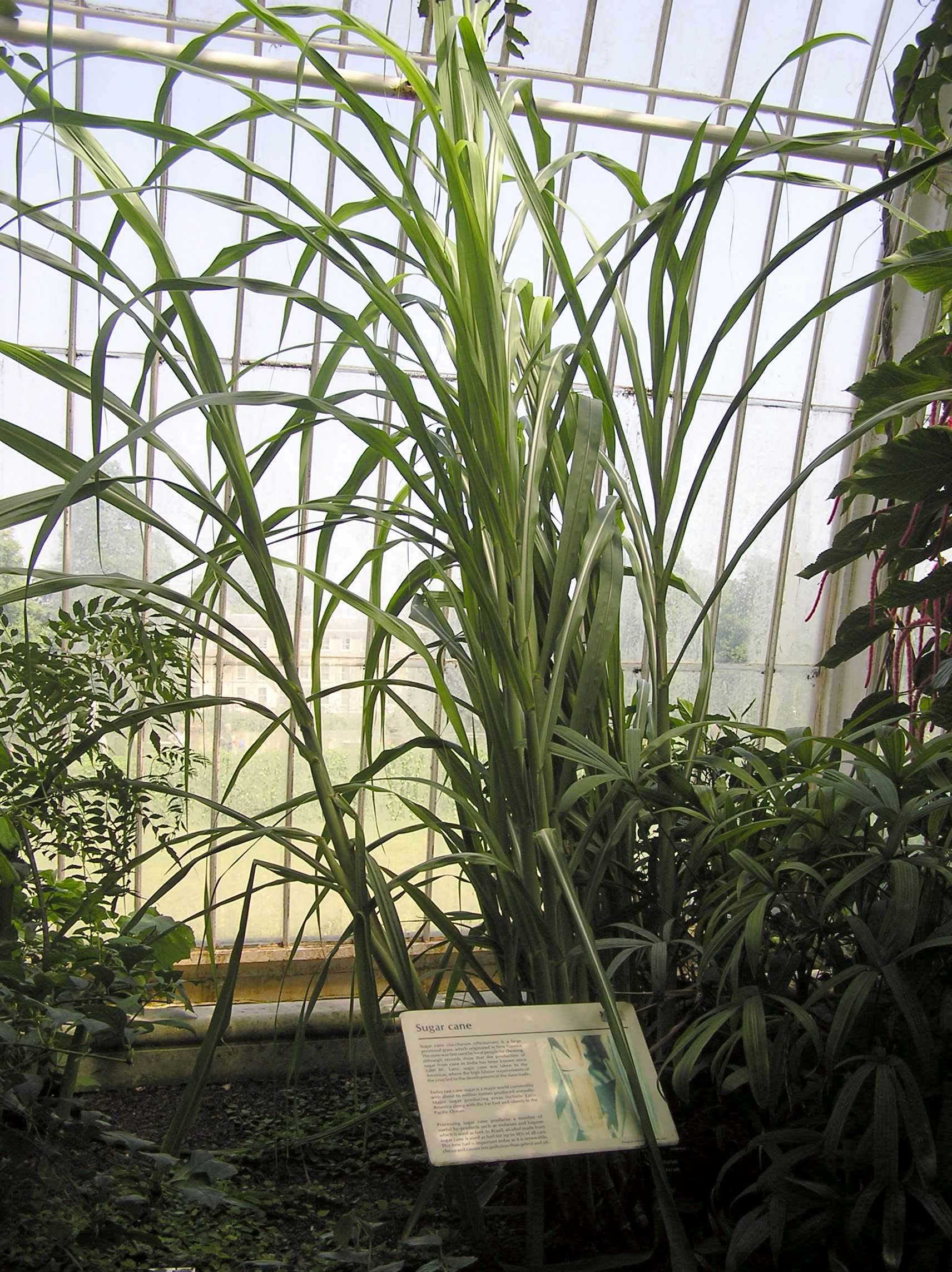
cana-de-açúcar umas das principais culturas do estado.

A agricultura é umas das atividades mais importantes de sua economia e básica para as zonas rural. O governo do estado entregou vários certificados agrários para benefício dos agricultores, também sedendo equipamentos para suas correspondentes extensões de terra. A Secretaria da Reforma Agrária apoia o campo agricultor pois entregou certificados de direito agrário, estabelece unidades de Desenvolvimento Rural Integral e regulariza unidades agrícolas-industriais. Em 1985 foi registrada a mais intensa seca das últimas décadas, dando passo a criação do Programa de Emergência de zonas Afetadas pela Seca brindando apoio financeiro aos setores mas afetados. Também foi implementado a comercialização de fertilizantes para um melhor aproveitamento da produção agrícola no estado.
As principais culturas cultivadas no estado são: no sul cana-de-açúcar, arroz, pimenta, no centro do estado melancia, laranja e outras variedades de frutas e hortaliças, o cultivo de feijão e milho acontece em praticamente todas as regiões do estado, por ter uma superfície com solo de baixa fertilização, as produções agriculas são para subsistência local, ou seja, não ocorre exportação.

### Pecuária
A participação no estado do setor primário no PIB, ocupa o terceiro lugar em importância e participa com 0,32% do PIB na ciração de animais domésticos. Existe um potencial de 460 mil hectares adequado para a criação de gado que não é utilizado. As espécies principais são bovina com cerca de 110 mil cabeças, de suínos com 150 mil cabeças, e apiculturas com cerca de 107.000 colmeias.
No nível doméstico são criados ovinos, suínos e aves. As áreas agrícolas principais estão localizados no município de Othón P. Blanco, ao sul do estado, e no município de Lázaro Cardenas no norte, bem como da atividades pecuárias e sobre tudo apicultura que se desenvolve no centro do estado.

### Silvicultura
Pela sua participação no estado do setor primário do PIB é o segundo em importância, sendo responsável por 2,23% do PIB nacional com suas florestas. Por muito tempo a economia do estado foi baseada na exploração de madeiras preciosas como o cedro e mogno, e exploração de resina chicle para a fabricação de gomas de mascar.
A exploração descontrolada causou sérios problemas de desmatamento, por isso foi instituído um programa para regular a exploração de madeiras preciosas, e promover o uso comum e programas de reflorestamento de apoio. O volume de produção florestal atualmente é de cerca de 50.000 m de madeira em tora quais 20% são de madeiras preciosas, a produção anual de goma é de cerca de 300 toneladas. A produção florestal principal é feita nas cidades de Felipe Carrillo Puerto, Othón P. Blanco, Lázaro Cárdenas e José María Morelos.

### Pesca
Para a sua participação estadual tem importância de 1,32% do PIB nacional da pesca. Com 860 kmª de costa e 264.000 de baías, estuários e lagoas favoráveis para a aquicultura, a entidade usa o potencial de pesca grande, principalmente porque os pescadores preferem para capturar espécies como lagosta, camarão e caracol com um bom preço no mercado, deixando capturar a variedade de espécies de escala disponíveis.
O volume de captura é de cerca de 4.000 toneladas por ano.A pesca é feita principalmente em pequenas embarcações, que não estão muito longe da costa. Há 16 áreas de congelamento para a preservação da captura antes da venda, porque não há processamento industrial.

### Mineração
Sua participação no PIB nacional de mineração é de 0,45% e redução da exploração de calcário por uma empresa privada localizada na costa oposta de Cozumel, que exporta toda a sua produção para os Estados Unidos. O volume de produção anual é de aproximadamente 6 milhões de toneladas anuais.

### Indústria

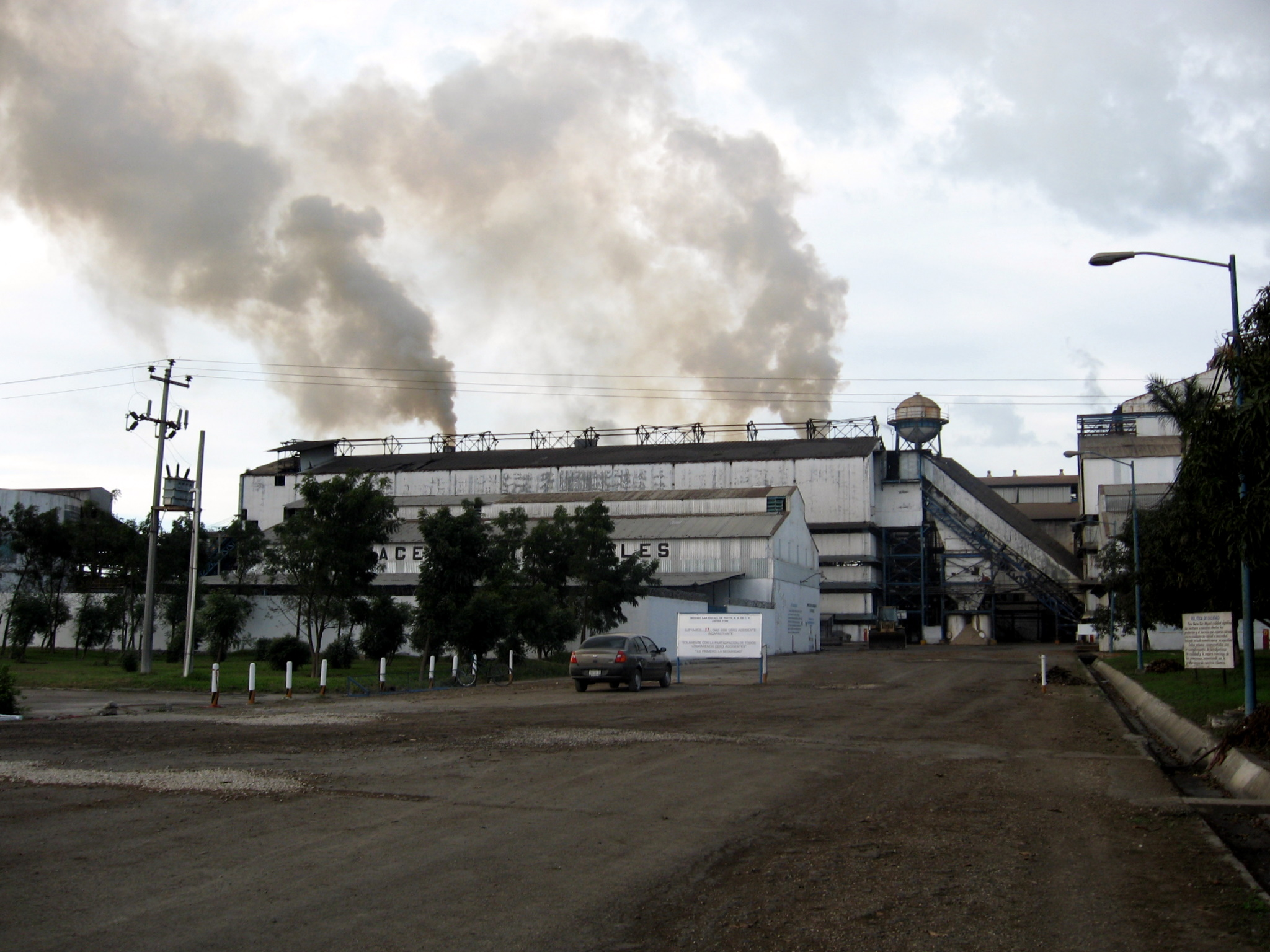
Engenho de açucar San Rafael de Pucté no município de Othón P. Blanco.

O estado participa com 0,25 do PIB nacional, é uma área com micro empresas geralmente familiares. Em 1993, o Censo industrial indica a existências de 1,812 estabelecimentos de fabricação, e 110 empresas da indústria da construção.  A indústria de transformação está relacionado à madeira, produtos alimentícios, vestuário e roupa.
A maior parte da indústria está localizada no município de Benito Juárez, especialmente relacionados com a hospitalidade e construção. No município de Othón P. Blanco se localiza um engenho de açucar que constitui a indústria mais importante do estado. Em Chetumal e Puerto Morelos possuem algumas instalações de um parque industrial, que até hoje não foram consolidadas.

### Comércio
Participa com 0,62% do PIB nacional o comércio. Em 1993, o censo indica 9.852 estabelecimentos comerciais, principalmente pequenas empresas localizadas no município de Benito Juárez, Othón P. Blanco e Cozumel. Nesses municípios também estão localizados  lojas do departamento do estado e itens comerciais com baixos direitos de importação.
Para a oferta de pessoas existem em todos os 27 municípios, mercados públicos, incluindo um centro de Suprimentos Central em Cancun e 7 Centros de destinatários as mercadorias.

## Educação

### Universidades
Públicas;

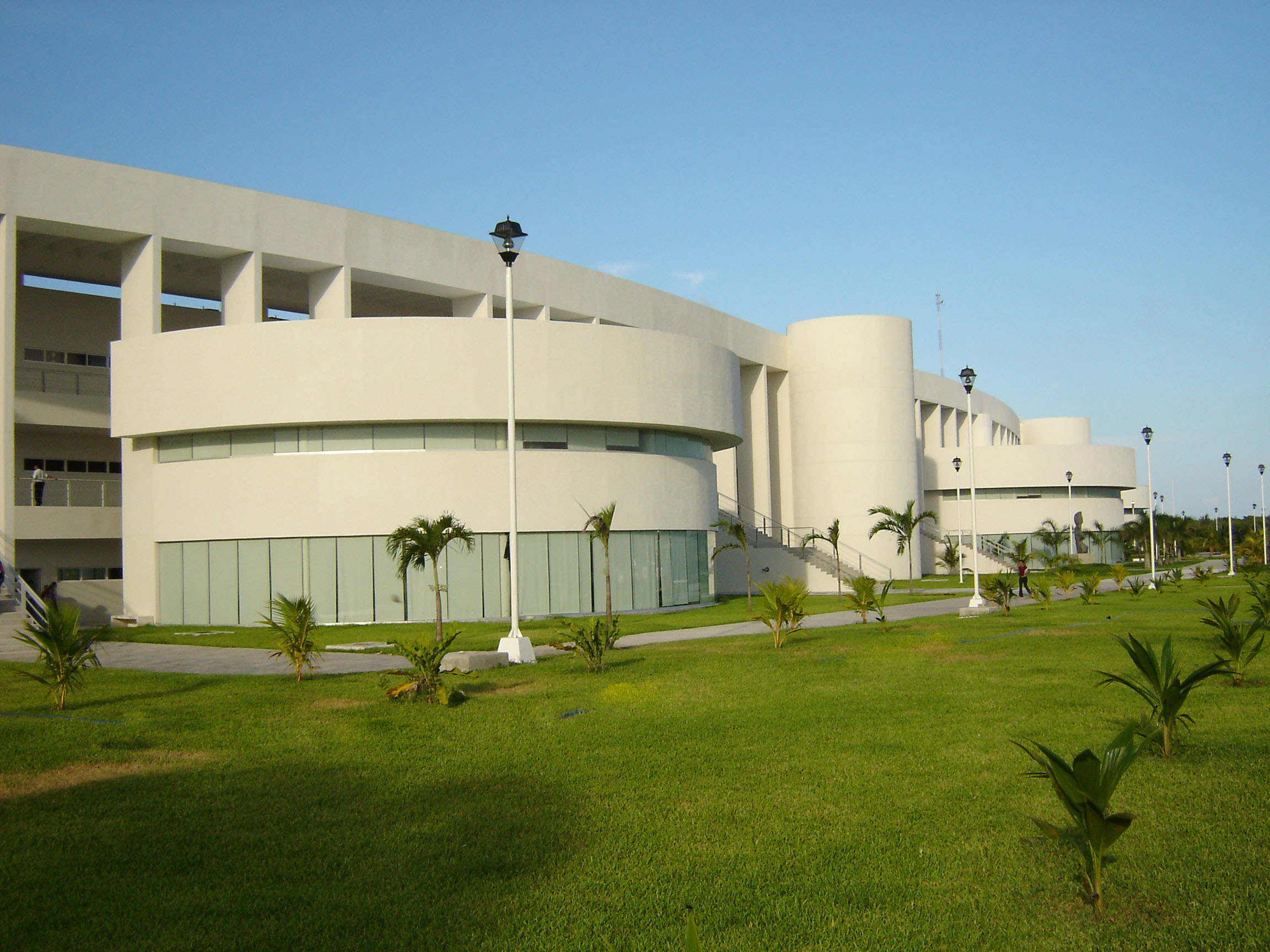
Campus da Universidade del Caribe em Benito Juárez.

- Universidade Tecnológica de Cancún (UTCANCUN) - Benito Juárez
- Universidade del Caribe (UNICARIBE) - Benito Juárez
- Instituto Tecnológico de Cancún - Benito Juárez
- Universidade de Quintana Roo (UQROO) - Chetumal, Cozumel
- Universidade Pedagógica Nacional (UPN) - Chetumal, Felipe Carrillo Puerto
- Instituto Tecnológico de Chetumal - Chetumal
- Instituto Tecnológico Superior de Felipe Carrillo Puerto - Felipe Carrillo Puerto
- Universidade Intercultural Maya de Quintana Roo (UIMQR) - José María Morelos
- Instituto Tecnológico da Zona Maya - Juan Sarabia
- Universidade Tecnológica da Riviera Maya - Playa del Carmen

Privadas;
- Universidade Anáhuac Cancún - Benito Juárez
- Universidade La Salle Cancún - Benito Juárez
- Universidade TecMilenio - Benito Juárez
- Universidade UNIVER - Benito Juárez
- Universidade Maya de las Américas (UMA) - Benito Juárez
- Campo Escola San José - Benito Juárez
- Escola Superior de Leyes (ESL) - Benito Juárez
- Escola de Terapia Física Dr. Alfonso Tohen Zamudio - Chetumal
- Universidade Partenón Cozumel (UPC) - Cozumel
- Universidade Humanitas - Benito Juárez
- Universidade Interamericana para o Desenvolvimento (UNID) - Benito Juárez, Chetumal, Cozumel, Playa del Carmen